# 罗德里戈·科尔德罗
罗德里戈·科尔德罗（西班牙語：Rodrigo Cordero，1973年12月4日—），哥斯达黎加男子足球运动员，司职中场。他曾代表哥斯达黎加国家队参加2002年国际足联世界杯，结果队伍止步小组赛阶段。